# A spasso col panda
A spasso col panda (in russo Большое путешествие?, Bol'šoe putešestvie, in inglese The Big Trip) è un film d'animazione russo del 2019 diretto da Vasiliy Rovenskiy e Natalia Nilova e distribuito da M2 Pictures.

## Trama
In Cina un panda gigante salva tre rinopitechi da un pitone, il quale medita vendetta.
In Russia vivono Mic Mic, un burbero e solitario orso dal collare apicoltore, e Oscar, una iperattiva lepre inventrice, i cui progetti falliscono sempre. In seguito all'ultimo tentativo fallimentare, la casa di Oscar viene distrutta, insieme alle arnie e alla barca di Mic Mic.
Frattanto, Carl, una distratta cicogna, consegna a casa dell'orso il cucciolo destinato al panda. Straziato dai vagiti del neonato, Mic Mic decide di consegnarlo personalmente ai suoi genitori, lasciando Oscar a riparare i danni. Pertanto, costruita una zattera, si mette in viaggio lungo un fiume.
Oscar, nascostosi sulla zattera, causa accidentalmente un altro incidente, distruggendola. Suo malgrado, l'orso è costretto ad accettare la compagnia del vicino, in quanto riesce a fare stare buono il panda bebè.
Lungo il viaggio, a loro si uniscono Duke, un logorroico pellicano conta favole, Janus, un lupo timoroso e vittimista, e Amur, una tigre siberiana  appassionato di filosofia e poemi. A modo loro, ciascuno riuscirà a suo tempo a fare stare buono il cucciolo. Durante il viaggio, il gruppo inizierà a consolidarsi sempre di più.
Arrivati in Cina, nella foresta di bambù Janus e Oscar vengono attaccati dal pitone, che rapisce il neonato, intenzionato a divorarlo per vendicarsi del padre. Il gruppo si reca alla sua caverna e inizia un duro scontro, nel quale tutti sembrano avere la peggio sul serpente. Alla fine, Janus si fa coraggio e riesce a battere il pitone per proteggere i primi amici abbia mai avuto.
Il piccolo panda finalmente si può riunire ai genitori, mentre ognuno del gruppo decide di tornare sui suoi passi e di cambiare in meglio la propria vita. Mic Mic e Oscar tornano a casa. L'orso, affezionatosi alla lepre, lo invita a stare da lui finché la sua casa non sarà riparata.
Una notte, tuttavia, i due ricevono un altro cucciolo consegnatogli per errore.

## Distribuzione
Il film è stato presentato in anteprima il 12 aprile 2019 in Turchia; è uscito in Russia il 27 aprile e in Ucraina il 28 aprile 2019.
La pellicola è arrivata nelle sale italiane il 10 ottobre 2019. Negli Stati Uniti è stata presentata il 14 gennaio 2020 e commercializzata poi in home video.

## Accoglienza

### Incassi
Al 12 agosto 2020, il cartone animato aveva raccolto al botteghino 6,9 milioni di dollari ; nel novembre 2020 divenne il film russo con il maggior incasso all'estero.